# 기보법

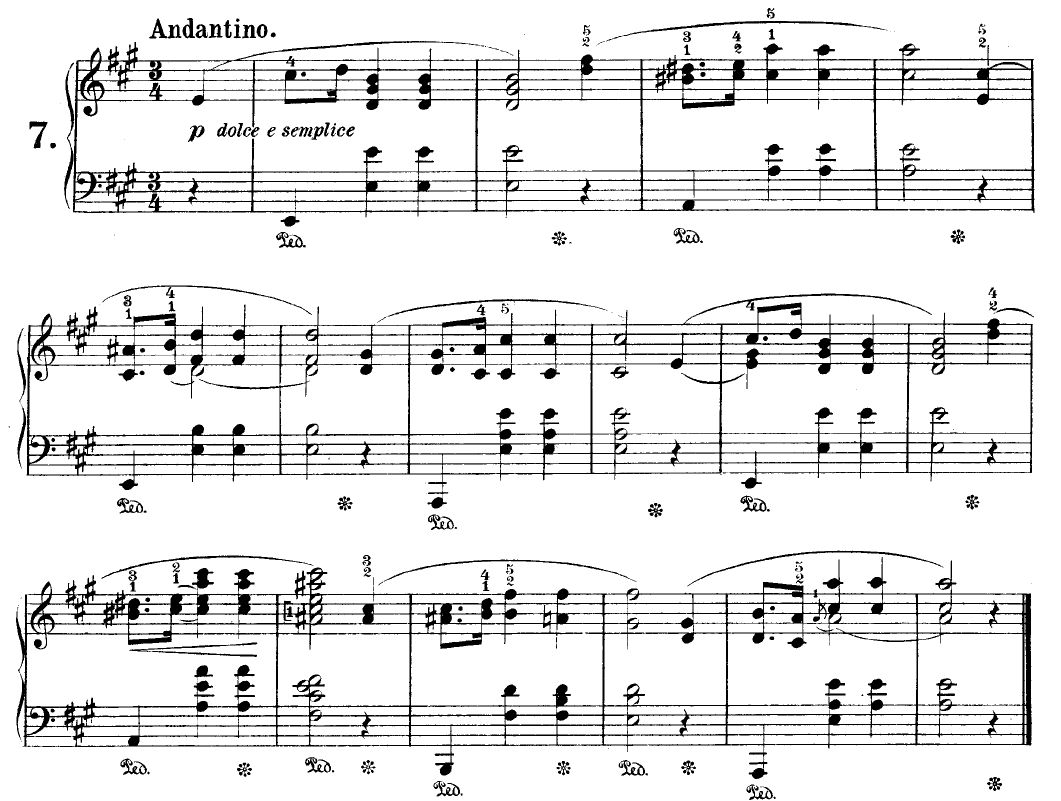

기보법(記譜法)은 음악을 적는 방법이다. 오선보가 가장 널리 쓰인다.
서양 음악에서는 고대부터 문자로 음의 높이(高低)를 나타내는 문자보(文字譜)가 있었고, 중세에는 '네우마(neuma)' 악보가 있었으며, 12세기에는 5선에 음의 길이를 나타내는 유량악보(有量樂譜)가 나왔다. 17세기에는 오늘날에 쓰는 것과 거의 같은 5선악보가 정비되었고, 이것이 오늘날 세계적인 악보가 되었다. 동양에서도 문자보는 예로부터 쓰여왔고 또 그 종류도 많았다.

## 한국 음악의 기보
한국에서 쓰여온 악보는 기보하는 방법에 따라 여러 가지가 있다. 중국계 아악을 기록할 때 쓰던 율자보(律字譜), 당악에 쓰던 공척보(工尺譜), 세종 때 만든 정간보(井間譜), 세조 때 쓰던 오음약보(五音略譜), 악기의 소리에 따라 적는 육보(肉譜), 악기의 연주법에 따라 적는 합자보(合字譜), 성악곡의 사설에다 간단히 가락을 뜻하는 기호를 덧붙이는 연음표(連音標) 등이 있다.
고려 때 중국에서 악보와 지결도(指決圖)가 들어왔다는 기록이 있는데, 율자보와 공척보는 고려 때 중국에서 들어와 쓰인 것이고, 육보는 고려 때에도 있었다고 하며, 정간보·합자보·오음약보는 근세 조선 전기부터 쓰여온 것이다.

## 현대 기본 기보
- 음표와 쉼표
- 임시표

## 그 외의 기보법
- 태블러처

## 같이 보기
- 악상 기호
- 귀도 다레초
- 네우마
- 음고류
- 악보 작성 프로그램
- 악보

## 참고 문헌
- 이 문서에는 다음커뮤니케이션(현 카카오)에서 GFDL 또는 CC-SA 라이선스로 배포한 글로벌 세계대백과사전의 내용을 기초로 작성된 글이 포함되어 있습니다.